# Ford Simulator 5.0
Ford Simulator 5.0 es un videojuego simulador de carreras desarrollado por The SoftAd Group y publicado por Ford Motor Company para MS-DOS. Fue lanzado el 30 de abril de 1994.

## Jugabilidad
El juego se divide en dos partes. La primera tiene una función informativa típica, en la que se pueden ver fotos de 31 autos producidos por Ford hasta 1994. Además de las fotos, el jugador tiene la oportunidad de observar más de cerca los parámetros de vehículos específicos y pintarlos según a su propia visión. Esta última opción permite ver cómo quedará el coche en nuestro color favorito.
La segunda parte es puramente interactiva. Permite probar uno de los modelos en una ruta improvisada hacia el lago Wakatonka. Los autos para conducir se dividen en dos grupos: manual (Ford Escort GT, Ford Mustang GT y Ford Thunderbird SC) y transmisión automática (Ford Probe GT, Ford Taurus SHO, Mercury Cougar XR7 y Lincoln Mark VIII). Todos los automóviles en la carretera se comportan de manera muy similar, solo difieren en términos de aceleración y velocidad máxima. La ruta a la especialmente complicada no debe complicarse, basta ceñirse a la información que se da en tiempo real (velocidad máxima y nivel de dificultad en las curvas) y estar atento a los demás usuarios de la vía para adelantarla sin problemas. Sin embargo, si no se sabe cómo llegar al destino, se puede comprar un mapa en la gasolinera.